# Gambling Ship (1933)
Gambling Ship (bra: Casino Flutuante ou Cassino Flutuante) é um filme pre-Code estadunidense de 1933, do gênero drama, dirigido por Louis J. Gasnier e Max Marcin, estrelado por Cary Grant e Benita Hume, e coestrelado por Glenda Farrell, Jack La Rue e Roscoe Karns. O roteiro do próprio Marcin, Seton Miller e Claude Binyon foi baseado nos contos "Fast One", "Lead Party", "The Heat" e "Velvet", de Paul Cain, publicados na revista Black Mask em 1932.
A trama retrata a história de um homem que decide deixar de ser chefe de jogos de azar, mas seus inimigos estão determinados a impedi-lo.

## Sinopse
Cansado da vida perigosa como chefe de jogos de azar, Ace Corbin (Cary Grant) decide aposentar-se do negócio e embarcar em uma viagem de trem pelo país para recomeçar sua vida com um novo nome. Durante a jornada, ele conhece Eleanor La Velle (Benita Hume) e os dois se apaixonam. No entanto, ela guarda um segredo: seu relacionamento com Joe Burke (Arthur Vinton), um apostador. Enquanto isso, Ace mantém em segredo seu passado sombrio. Mas o destino não facilita as coisas, já que antigos inimigos de Ace estão determinados a impedi-lo de começar de novo, enquanto os compromissos de Eleanor com sua vida anterior continuam a assombrá-la. À medida que seus passados se encontram, problemas começam a surgir.

## Elenco
- Cary Grant como Ace Corbin
- Benita Hume como Eleanor La Velle
- Glenda Farrell como Jeanne Sands
- Jack La Rue como Pete Manning
- Roscoe Karns como Blooey
- Arthur Vinton como Joe Burke
- Charles Williams como Baby Face
- Edwin Maxwell como Promotor
- Spencer Charters como Detetive
- Kate Campbell como Detetive
- Edward Gargan como Deputado
- Syd Saylor como Marinheiro

## Produção
Carole Lombard foi considerada para o papel principal feminino. Um consultor técnico, conhecido como "Mr. 100" para manter seu anonimato, familiarizou os atores com os "detalhes da linguagem, atividades e maneiras do mundo dos jogos de azar". Algumas das cenas do filme foram filmadas em San Pedro, na Califórnia.

## Recepção
Um crítico, escrevendo para o The New York Times, afirmou: "Para esta narrativa insossa e improdutiva, os produtores reuniram um elenco atraente. Embora eles sejam desperdiçados nos papéis principais, Cary Grant é um ator simpático e inteligente, e Benita Hume é uma encantadora atriz britânica. Roscoe Karns é útil no lado humorístico e Jack La Rue oferece uma de suas vívidas performances reptilianas como líder da gangue de oposição".

## Mídia doméstica
Em 6 de setembro de 2016, o filme foi lançado em DVD pela Universal Studios.